# Nitrososloučeniny

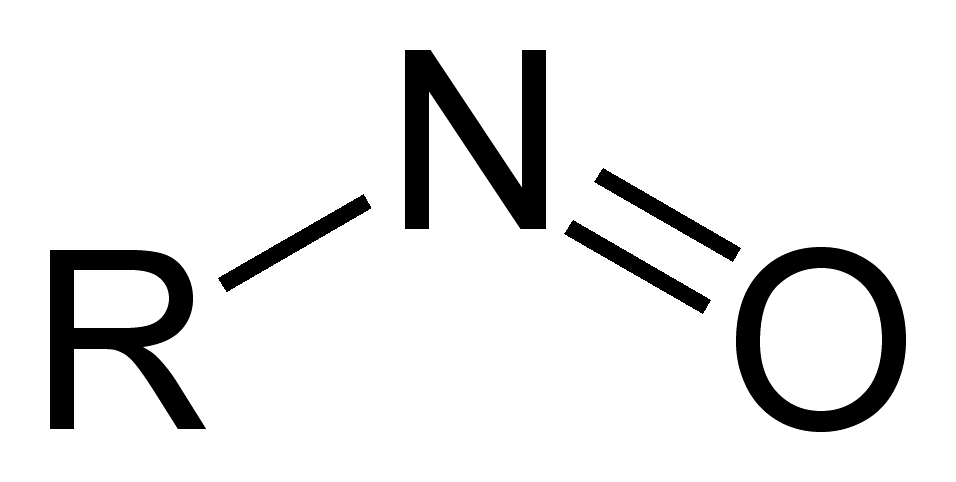
Strukturní vzorec nitrososkupiny

Nitrososloučeniny jsou v organické chemii sloučeniny obsahující nitroso funkční skupinu se vzorcem -NO. Existují C-nitrososloučeniny (např. nitrosoalkany, R-N=O), S-nitroso sloučeniny (například nitrosothioly RS-N=O), N-nitrososloučeniny (například nitrosaminy R 1N(R2)-N=O), a O-nitroso sloučeniny (alkyldusitany neboli alkylnitrity, RO-N=O).

## Organické nitrososloučeniny
Nitrosobenzen (C6H5NO) lze připravit redukcí nitrobenzenu na fenylhydroxylaminu (C6H5NHOH), který se následně oxiduje. U nitrosoarenů se často objevuje rovnováha mezi monomerem a dimerem. Dimery, které jsou bledě žluté, jsou zpravidla v pevném skupenství, zatímco tmavě zbarvené monomery se přednostně vyskytují v roztoku nebo při vyšších teplotách. Existují jako cis- a trans- isomery.

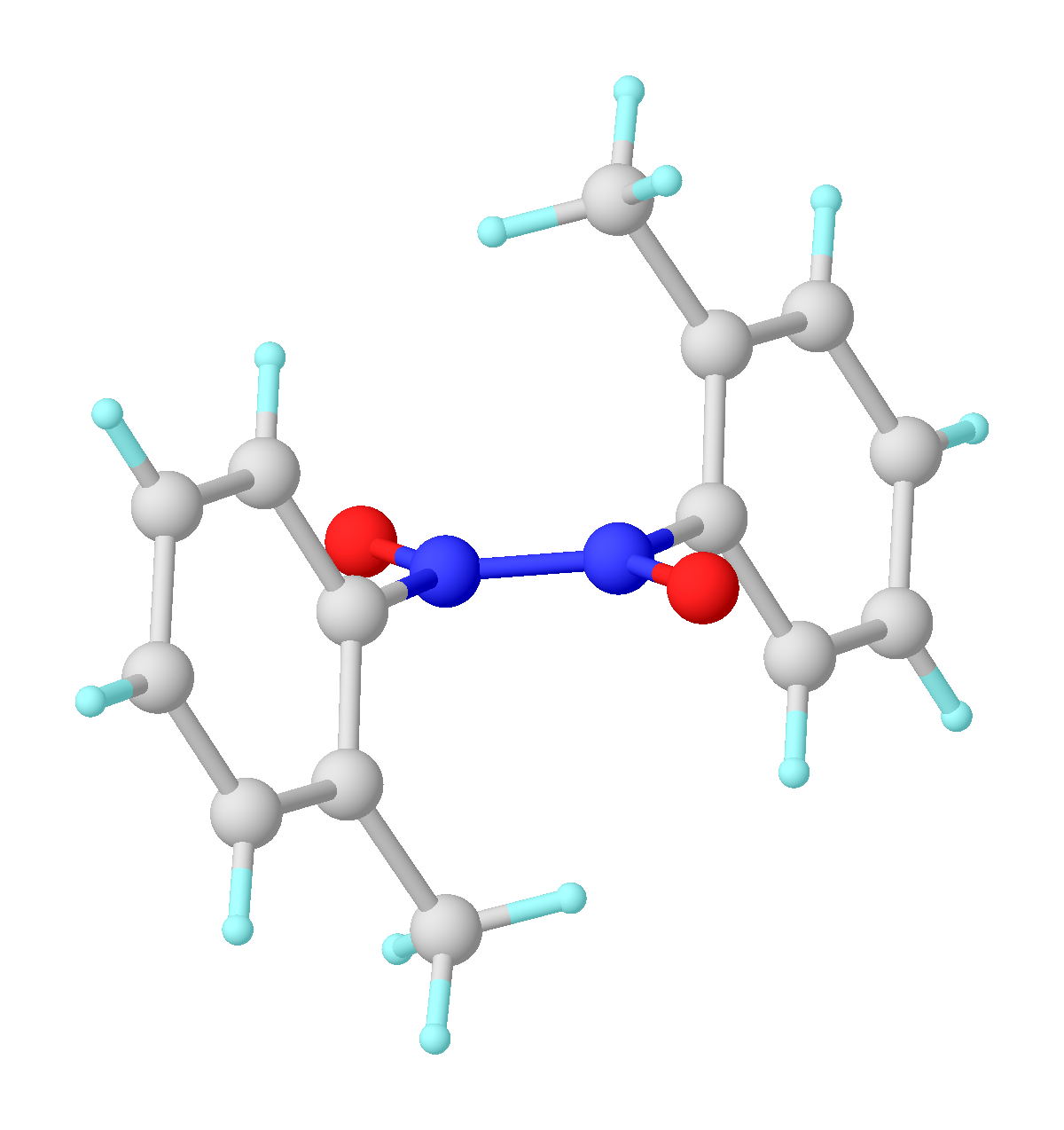
Struktura dimeru 2-nitrosotoluenu

Nitrososloučeniny mohou být připraveny redukcí nitrosloučenin nebo oxidací hydroxylaminů; příklady jsou 2-methyl-2-nitrosopropan ((CH3)3CNO neboli t-BuNO). 2-Methyl-2-nitrosopropan má modrou barvu a vyskytuje se v roztoku v rovnováze se svým dimerem , který je bezbarvý a má teplotu tání 80-81 °C.
Aromatické 4-nitrosoaniliny se připravují Ve Fischer-Hepp přeuspořádání z odpovídajících nitrosaminů. Další jmenovitou reakcí zahrnující nitroso sloučeninu je Bartonova reakce .
Organonitrososloučeniny slouží jako ligandy pro přechodné kovy.

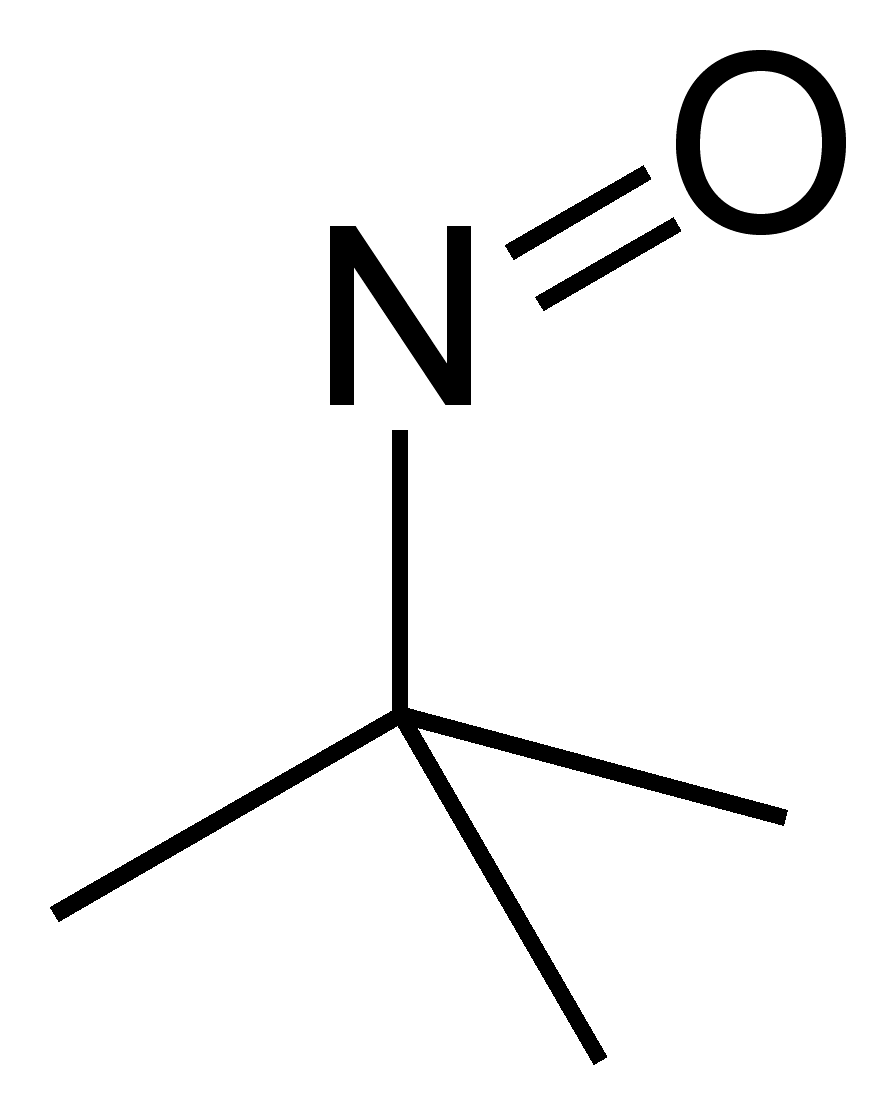
2-methyl-2-nitrospropan.

Vzhledem ke stabilitě volných radikálů oxidu dusnatého mají nitroso-organy tendenci k velmi nízké energii disociace vazeb C-N: V důsledku toho jsou obecně citlivé na teplo a světlo. Sloučeniny obsahující O- (NO) nebo N- (NO) vazby obecně mají dokonce ještě nižší energie disociace vazby. Například v N-nitrosodifenylaminu, (C6H5)2N-N=O, má N-N vazba disociační energii pouze 23 kcal / mol.

## Nitrosace vs. nitrosylace
Dusitany mohou v závislosti na fyzikálně-chemickém prostředí vstoupit do dvou druhů reakce.
- Nitrosylace je přidání nitrosylového iontu NO− kovu (např. železa) nebo thiolu, což vede k nitrosylovému železa Fe-NO (např. V nitrosylovaném hemu = nitrozylému) nebo S- nitrosothiolům (RSNO).
- Nitrosace je přidání nitrosoniových ion NO+ na amin-NH2, vedoucí k nitrosaminu. Tato konverze nastává při kyselém pH, zvláště v žaludku, jak je vidno z rovnice pro tvorbu N-fenylnitrosaminu:
NO2− + H+ ⇌ HONO
HONO + H+ ⇌ H2O + NO+
C6H5NH2 + NO+ → C6H5N(H)NO + H+

Mnoho primárních alkyl-N-nitroso sloučenin, jako je například CH3N(H)NO, jsou nestabilní vůči hydrolýze na alkohol. Odvozené od sekundárních aminů (např. (CH3)2NNO odvozený z dimethylaminu) jsou robustnější. Právě tyto N- nitrosaminy jsou karcinogeny u hlodavců.

## Nitrosyl v anorganické chemii

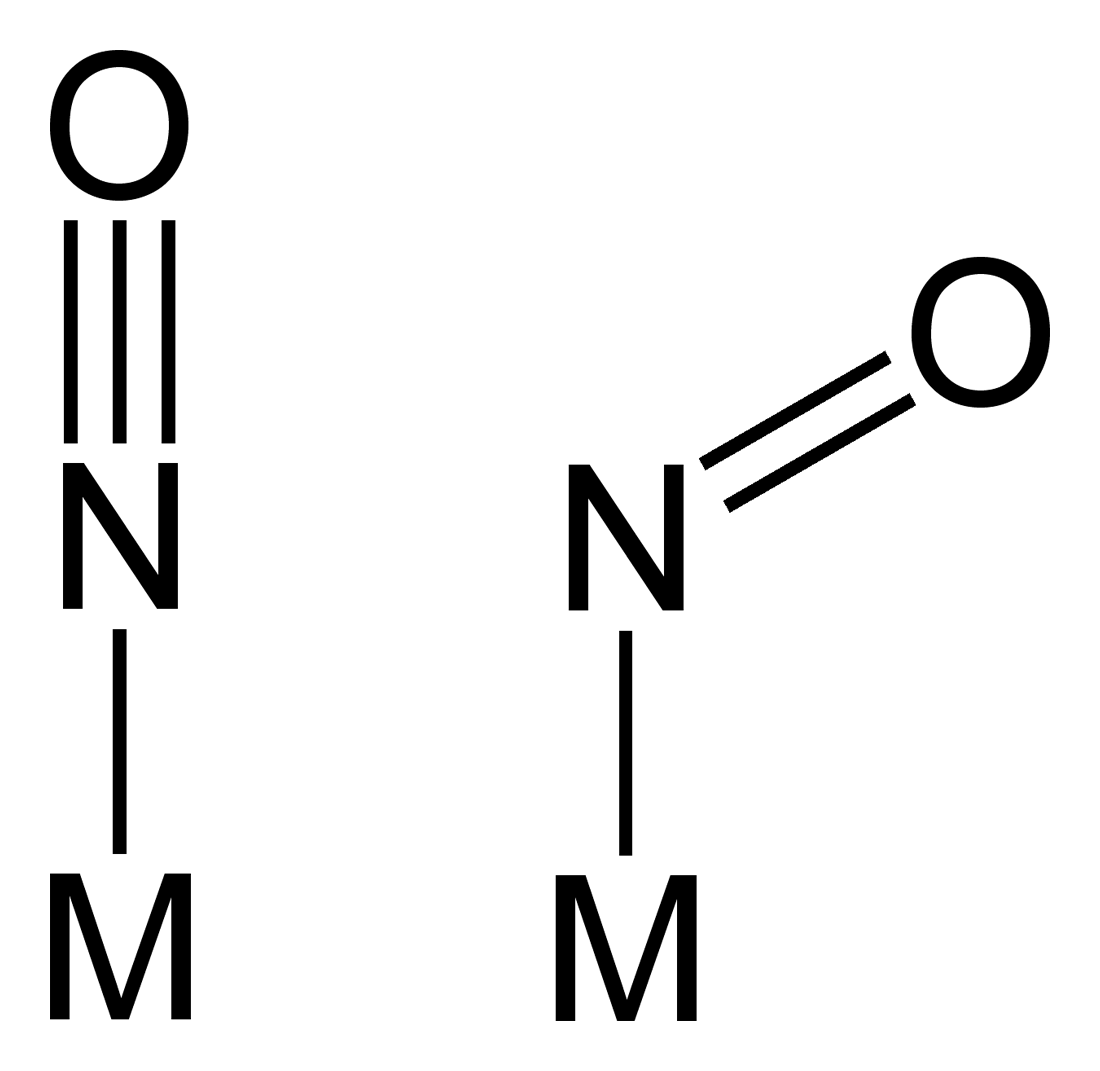
Lineární a nelineární nitrosyl kovu

Nitrosyly jsou neorganické sloučeniny obsahující skupinu NO, například přímo vázanou na kov přes atom N, čímž vzniká skupina kov-NO. Alternativně je nekovovým příkladem běžný činidlo nitrosylchlorid (Cl-N=O). Oxid dusnatý je stabilní radikál , který má nepárový elektron. Redukce oxidu dusnatého dává hyponitritický anion , NO − :
NO + e− → NO −
Oxidace NO dává nitrosoniový kation, NO+:
NO → NO+ + e−
Oxid dusnatý může sloužit jako ligand tvořící nitrosylové komplexy kovu nebo pouze kovové nitrosyly. Tyto komplexy lze považovat za adukty NO + , NO − nebo některé mezilehlé případy.

### V jídle

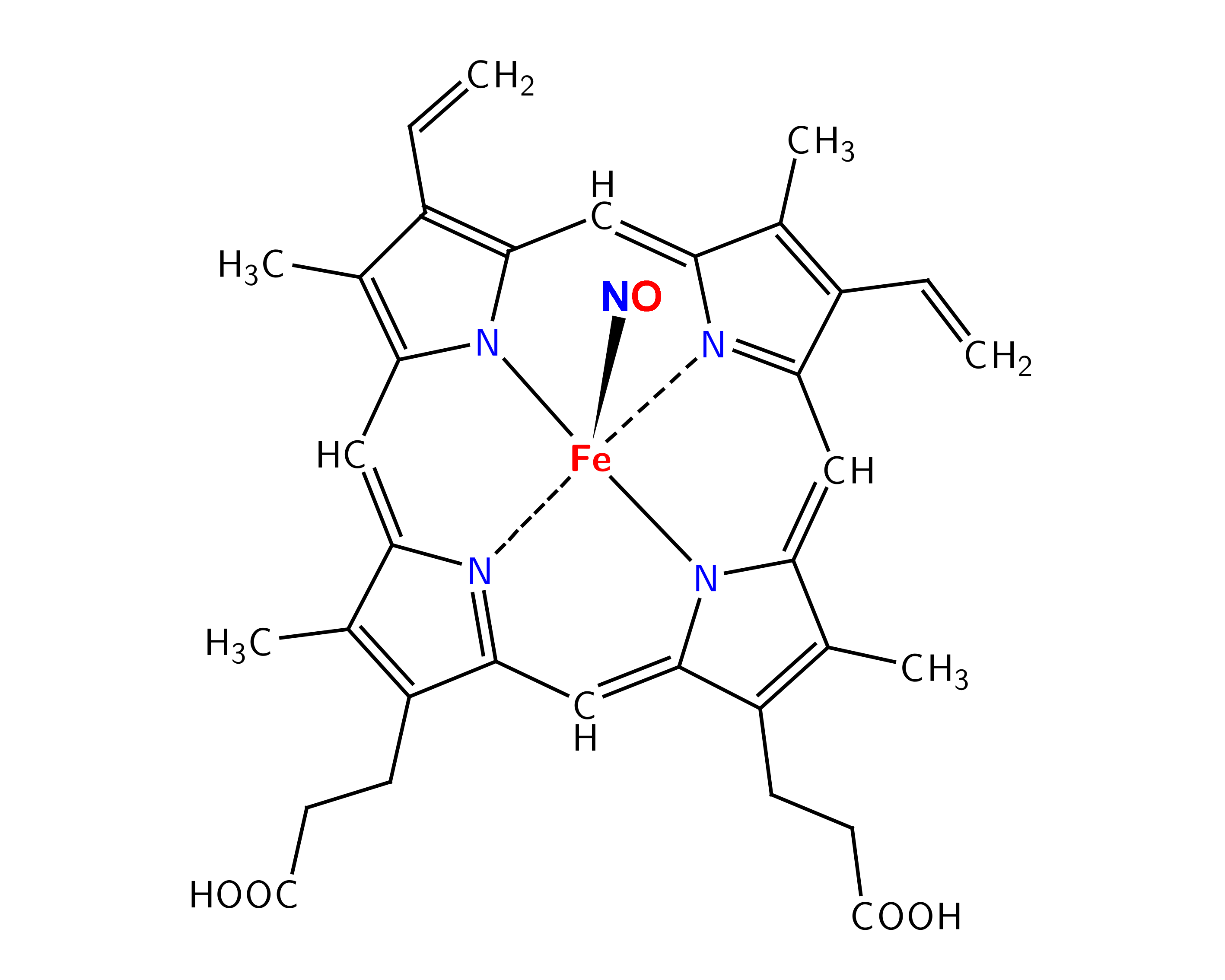
Nitrosyl-hem

V potravinách a v gastrointestinálním traktu nemají nitrozace a nitrosylace stejné důsledky pro zdraví spotřebitelů.
- U nasoleného masa: Maso zpracované nasolováním obsahuje dusitan a má pH přibližně 5, kde téměř všechny dusitany jsou přítomny jako NO2− (99%). Do nasoleného masa se přidá také askorbát sodný (nebo erythorbát nebo vitamin   C). Askorbát inhibuje nitrosaci aminů na nitrozamin, protože askorbát reaguje s NO2−, aby se vytvořil NO. [7] [8] Ascorbát a pH   5 proto upřednostňuje nitrosylaci hemového železa, tvořící nitrosylhem, červený pigment, pokud je obsažen uvnitř myoglobinu, a růžový pigment, pokud byl uvolněn vařením. Podílí se na "slaninové příchuti" nasoleného masa: nitrosylhem se proto považuje za přínos pro masný průmysl a pro spotřebitele. [9]
- V žaludku: sekretovaný chlorovodík vytváří kyselé prostředí (pH = 2) a požívaný dusitan (s potravinami nebo slinami) vede k nitrosaci aminů, které produkují nitrosaminy (potenciální karcinogeny). Nitrosace je nízká, pokud je koncentrace aminů nízká (např. Nízkoproteinová strava, žádné fermentované potraviny) nebo vitamínem   C je vysoká (např. Dieta s vysokým obsahem plodů). Pak se vytvoří S- nitrosothioly, které jsou stabilní při pH   2.
- V tlustém střevě : neutrální pH nepodporuje nitrozaci. V stolici není vytvořen žádný nitrosamin ani po přidání sekundárního aminu nebo dusitanu. [10] Neutrální pH podporuje NO − uvolňování z S- nitrosothiolů a nitrozylaci železa. Dříve nazývané NOC (N- nitroso sloučeniny), měřené týmem Bingham ve stolici dobrovolníků krmených červeným masem[11] byly podle Binghama a Kuhnleho převážně N- nitroso ATNC (zdánlivé nitrozosloučeniny), např. S nitrosothioly a nitrosylové železo (jako nitrosyl hem). [12]

## Příbuzná témata
- Nitrosamin , funkční skupina s NO připojena na amin, jako je R 2 N-NO
- Nitrosobenzen
- Oxid dusnatý
- Nitroxyl